# Лупан, Николай Иванович
Николай Иванович Лупан (рум. Nicolae Ione Lupan, 16 марта 1921, село Чепелеуцы, жудец Хотин, Королевство Румыния — 25 января 2017, Париж, Франция) — молдавский советский журналист, сотрудник Гостелерадио Молдавской ССР, диссидент, после эмиграции в 1974 году работал на радиостанции «Свободная Европа».

## Биография
Родился в многодетной семье Ивана и Веры Лупан. Десятый ребёнок в семье.
Учился в начальной школе деревни Чепелеуцы, сельских школах деревень Гринауцы, Сорока и 10-м лицее Черновцов. После получения среднего образования поступил в военную школу младших офицеров резерва города Ботошани. Дослужился до звания старшего сержанта в 30-м доробанском полке Кэмпулунг-Мущел. В годы Второй мировой войны составе румынской армии воевал против советских войск под Яссами, после выхода Румынии из блока "оси" участвовал в боях в Трансильвании и Венгрии против немецко-фашистских соединений.
После войны в течение семи лет работал в родном селе учителем математики в школе. В 1961 году окончил филологический факультет Черновицкого государственного университета. Уже в 1958 году начал работу в Кишинёве, сотрудничая с газетами и журналами города. Был редактором Кишинёвской студии телевидения (позднее Гостелерадио Молдавской ССР), вёл на радио передачу «Утренняя звезда».
В 1970 году был уволен с Гостелерадио по обвинению в пропаганде западной культуры и распространения буржуазного румынского национализма: подозревался в сотрудничестве с прорумынской антисоветской организацией «Национально-патриотический фронт». Вместе с женой и тремя детьми в 1974 году эмигрировал во Францию, откуда временно перебрался в Брюссель. Учился в Брюссельском свободном университете, по окончании которого в 1978 году получил диплом журналиста.
Возглавлял существовавшую в эмиграции Про-Бессарабскую и Буковинскую ассоциацию, куда входили более 100 тысяч представителей румынской общины из 24 стран мира. Вернулся в Париж, в течение 12 лет еженедельно по 10 минут работал на радиостанции «Свободная Европа», сообщая новости в разделе «между Прутом и Днестром». В течение 20 лет вёл колонку «Румынской газеты» канадского Гамильтона. Был организатором многочисленных конференций на тему Бессарабии.
Один из его сыновей, Виктор, стал известным кинорежиссёром и журналистом.